# 小行星4191
小行星4191（4191 Assesse）是一颗绕太阳运转的小行星，为主小行星带小行星。该小行星于1980年5月22日发现。

## 轨道参数
小行星4191的轨道半长轴为2.6318359 UA，离心率为0.143。